# Florin Niță
Florin Constantin Niță (Bucarest, 3 luglio 1987) è un calciatore rumeno, portiere della nazionale rumena.

## Carriera
Dopo aver disputato quattro stagioni nella seconda serie del campionato rumeno con il Concordia Chiajna, nella stagione 2011-2012 ha giocato 21 partite in Liga 1, mentre nella stagione successiva le presenze in campionato saranno 18 a cui se ne aggiungono 2 della coppa nazionale.

## Statistiche

### Cronologia presenze e reti in nazionale
| Cronologia completa delle presenze e delle reti in nazionale ― Romania | Cronologia completa delle presenze e delle reti in nazionale ― Romania | Cronologia completa delle presenze e delle reti in nazionale ― Romania | Cronologia completa delle presenze e delle reti in nazionale ― Romania | Cronologia completa delle presenze e delle reti in nazionale ― Romania | Cronologia completa delle presenze e delle reti in nazionale ― Romania | Cronologia completa delle presenze e delle reti in nazionale ― Romania | Cronologia completa delle presenze e delle reti in nazionale ― Romania |
| Data                                                                   | Città                                                                  | In casa                                                                | Risultato                                                              | Ospiti                                                                 | Competizione                                                           | Reti                                                                   | Note                                                                   |
| ---------------------------------------------------------------------- | ---------------------------------------------------------------------- | ---------------------------------------------------------------------- | ---------------------------------------------------------------------- | ---------------------------------------------------------------------- | ---------------------------------------------------------------------- | ---------------------------------------------------------------------- | ---------------------------------------------------------------------- |
| 9-11-2017                                                              | Cluj-Napoca                                                            | Romania                                                                | 2 – 0                                                                  | Turchia                                                                | Amichevole                                                             | -                                                                      | 71’                                                                    |
| 24-3-2018                                                              | Netanya                                                                | Israele                                                                | 1 – 2                                                                  | Romania                                                                | Amichevole                                                             | -1                                                                     |                                                                        |
| 25-3-2021                                                              | Bucarest                                                               | Romania                                                                | 3 – 2                                                                  | Macedonia del Nord                                                     | Qual. Mondiali 2022                                                    | -2                                                                     |                                                                        |
| 28-3-2021                                                              | Bucarest                                                               | Romania                                                                | 0 – 1                                                                  | Germania                                                               | Qual. Mondiali 2022                                                    | -1                                                                     |                                                                        |
| 31-3-2021                                                              | Erevan                                                                 | Armenia                                                                | 3 – 2                                                                  | Romania                                                                | Qual. Mondiali 2022                                                    | -3                                                                     |                                                                        |
| 6-6-2021                                                               | Middlesbrough                                                          | Inghilterra                                                            | 1 – 0                                                                  | Romania                                                                | Amichevole                                                             | -1                                                                     |                                                                        |
| 2-9-2021                                                               | Reykjavík                                                              | Islanda                                                                | 0 – 2                                                                  | Romania                                                                | Qual. Mondiali 2022                                                    | -                                                                      | 76’                                                                    |
| 5-9-2021                                                               | Bucarest                                                               | Romania                                                                | 2 – 0                                                                  | Liechtenstein                                                          | Qual. Mondiali 2022                                                    | -                                                                      |                                                                        |
| 8-9-2021                                                               | Skopje                                                                 | Macedonia del Nord                                                     | 0 – 0                                                                  | Romania                                                                | Qual. Mondiali 2022                                                    | -                                                                      |                                                                        |
| 8-10-2021                                                              | Amburgo                                                                | Germania                                                               | 2 – 1                                                                  | Romania                                                                | Qual. Mondiali 2022                                                    | -2                                                                     |                                                                        |
| 11-10-2021                                                             | Bucarest                                                               | Romania                                                                | 1 – 0                                                                  | Armenia                                                                | Qual. Mondiali 2022                                                    | -                                                                      |                                                                        |
| 11-11-2021                                                             | Bucarest                                                               | Romania                                                                | 0 – 0                                                                  | Islanda                                                                | Qual. Mondiali 2022                                                    | -                                                                      |                                                                        |
| 14-11-2021                                                             | Vaduz                                                                  | Liechtenstein                                                          | 0 – 2                                                                  | Romania                                                                | Qual. Mondiali 2022                                                    | -                                                                      |                                                                        |
| 25-3-2022                                                              | Bucarest                                                               | Romania                                                                | 0 – 1                                                                  | Grecia                                                                 | Amichevole                                                             | -1                                                                     |                                                                        |
| 29-3-2022                                                              | Netanya                                                                | Israele                                                                | 2 – 2                                                                  | Romania                                                                | Amichevole                                                             | -2                                                                     |                                                                        |
| 4-6-2022                                                               | Podgorica                                                              | Montenegro                                                             | 2 – 0                                                                  | Romania                                                                | UEFA Nations League 2022-2023 - 1º turno                               | -2                                                                     |                                                                        |
| 7-6-2022                                                               | Zenica                                                                 | Bosnia ed Erzegovina                                                   | 1 – 0                                                                  | Romania                                                                | UEFA Nations League 2022-2023 - 1º turno                               | -1                                                                     |                                                                        |
| 11-6-2022                                                              | Bucarest                                                               | Romania                                                                | 1 – 0                                                                  | Finlandia                                                              | UEFA Nations League 2022-2023 - 1º turno                               | -                                                                      | 86’                                                                    |
| 14-6-2022                                                              | Bucarest                                                               | Romania                                                                | 0 – 3                                                                  | Montenegro                                                             | UEFA Nations League 2022-2023 - 1º turno                               | -3                                                                     |                                                                        |
| 22-3-2024                                                              | Bucarest                                                               | Romania                                                                | 1 – 1                                                                  | Irlanda del Nord                                                       | Amichevole                                                             | -1                                                                     |                                                                        |
| 4-6-2024                                                               | Bucarest                                                               | Romania                                                                | 0 – 0                                                                  | Bulgaria                                                               | Amichevole                                                             | -                                                                      |                                                                        |
| 17-6-2024                                                              | Monaco di Baviera                                                      | Romania                                                                | 3 – 0                                                                  | Ucraina                                                                | Euro 2024 - 1º turno                                                   | -                                                                      |                                                                        |
| 22-6-2024                                                              | Colonia                                                                | Belgio                                                                 | 2 – 0                                                                  | Romania                                                                | Euro 2024 - 1º turno                                                   | -2                                                                     |                                                                        |
| 26-6-2024                                                              | Francoforte sul Meno                                                   | Slovacchia                                                             | 1 – 1                                                                  | Romania                                                                | Euro 2024 - 1º turno                                                   | -1                                                                     |                                                                        |
| 2-7-2024                                                               | Monaco di Baviera                                                      | Romania                                                                | 0 – 3                                                                  | Paesi Bassi                                                            | Euro 2024 - Ottavi di finale                                           | -3                                                                     |                                                                        |
| 6-9-2024                                                               | Pristina                                                               | Kosovo                                                                 | 0 – 3                                                                  | Romania                                                                | UEFA Nations League 2024-2025 - 1º turno                               | -                                                                      |                                                                        |
| 12-10-2024                                                             | Larnaca                                                                | Cipro                                                                  | 0 – 3                                                                  | Romania                                                                | UEFA Nations League 2024-2025 - 1º turno                               | -                                                                      |                                                                        |
| 15-10-2024                                                             | Kaunas                                                                 | Lituania                                                               | 1 – 2                                                                  | Romania                                                                | UEFA Nations League 2024-2025 - 1º turno                               | -1                                                                     |                                                                        |
| 15-11-2024                                                             | Bucarest                                                               | Romania                                                                | 3 – 0 tav                                                              | Kosovo                                                                 | UEFA Nations League 2024-2025 - 1º turno                               | -                                                                      | [ 1 ]                                                                  |
| 18-11-2024                                                             | Bucarest                                                               | Romania                                                                | 4 – 1                                                                  | Cipro                                                                  | UEFA Nations League 2024-2025 - 1º turno                               | -1                                                                     | 67’                                                                    |
| 21-3-2025                                                              | Bucarest                                                               | Romania                                                                | 0 – 1                                                                  | Bosnia ed Erzegovina                                                   | Qual. Mondiali 2026                                                    | -1                                                                     | 42’                                                                    |
| Totale                                                                 |                                                                        | Presenze                                                               | 31                                                                     |                                                                        | Reti                                                                   | -29                                                                    |                                                                        |

## Palmarès

### Club
- Coppa di Lega rumena: 2

Steaua Bucarest: 2014-2015, 2015-2016
- Campionato rumeno: 1

Steaua Bucarest: 2014-2015
- Coppa di Romania: 1

Steaua Bucarest: 2014-2015
- Coppa della Repubblica Ceca: 1

Sparta Praga: 2019-2020

### Individuale
- Miglior portiere del campionato rumeno: 1

2016-2017
- Calciatore rumeno dell'anno: 1

2021